# Pappas Eget Band
Pappas Eget Band är en musikduo från Finland som grundades 2002. Den första skivan kom ut 2003. Texterna handlar enligt duon själva om "livet i yngre medelåldern, olika livssituationer och annat som män kan hamna ut för". En av de stora målsättningarna har varit att spränga musikaliska gränser och experimentera i studion.
Bandet har också turnerat flitigt under sina tio första år och har bl.a. spelat på Ludvikafestivalen i Sverige, Baltic jazz, Popkalaset, Rock Off, Rowlit-festivalen m.fl
De beskriver sin musik som skön livsbejakande soulpop för folk mitt i livet. Bandets tredje studioalbum "Turister i kosmos" är inspelat i både England och Finland med internationella toppmusiker som spelat med Tom Jones, Robbie Williams och Queen.  År 2013 fyllde bandet 10 år och spelade in en TV-konsert som sändes i Yle Fem.
En mindre turné genomfördes också under året. I mars 2014 släpps en nyinspelning av bandets första låt "Kung" med Svante Thuresson som gästsolist. Hösten 2016 är bandet aktuella med den nya singeln "Va e de för fel på mej" och medverkan i TV-programmet "På resande not".

## Medlemmar

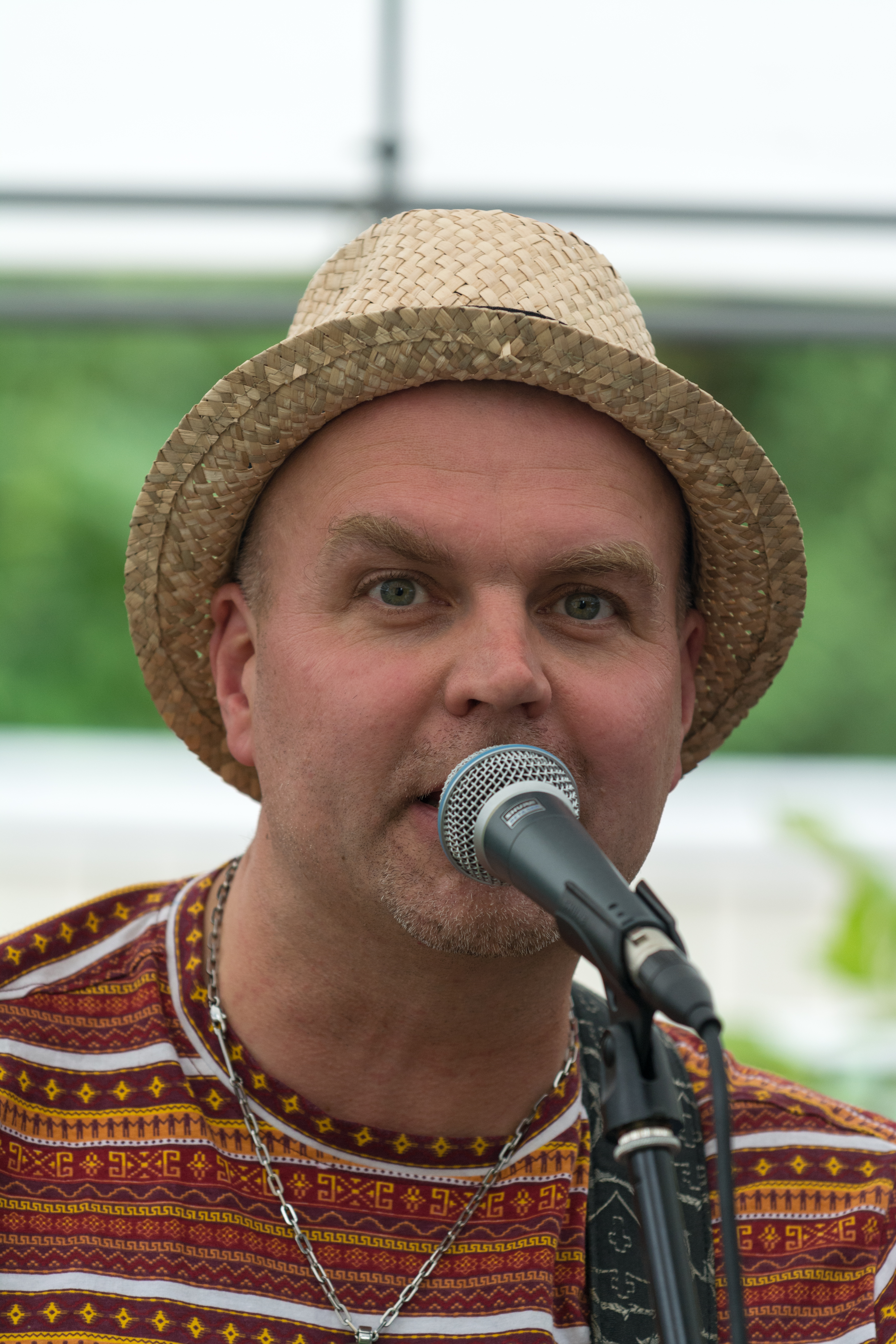
Niklas Rosström – producent, låtskrivare, trummis, sångare
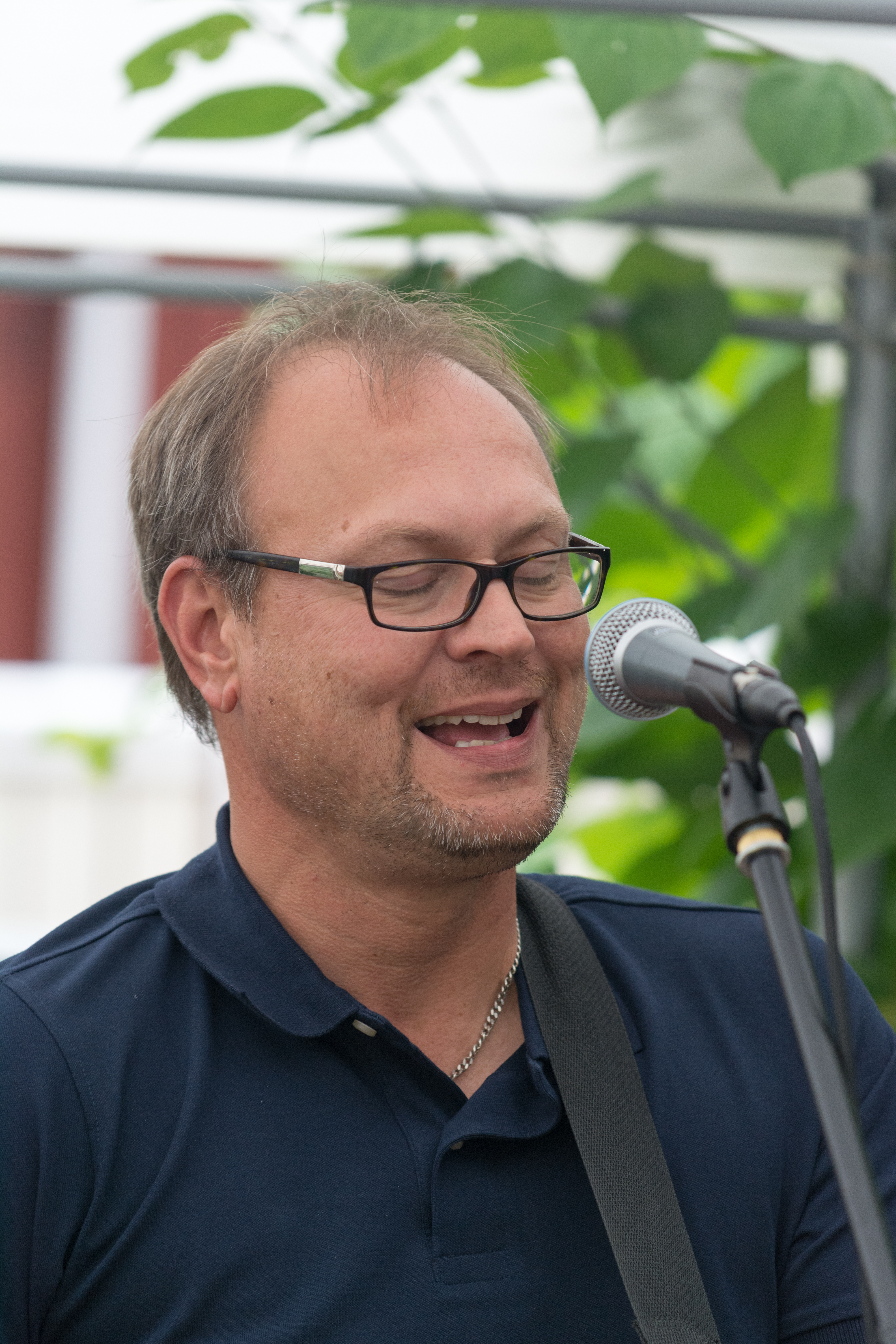
Niklas Nylund – producent, låtskrivare, trummis, gitarrist

## Senaste livesammansättning
- Niklas Rosström-sång, gitarr
- Niklas Nylund-gitarr, kör
- Marika Willstedt-keyboards,kör
- Mats Persson-trummor,kör
- Stefan Lindblom-bas
- Jannike Sandström-kör

## Diskografi

### Singlar
- 2016 -  Va e de för fel på mej?
- 2014 -  Kung med Svante Thuresson
- 2013 -  Grannen mitt emot med Patrik Isaksson
- 2012 -  Är det bara jag"
- 2011 -  Grannen mitt emot
- 2010 – Sand mellan tårna
- 2007 – Alla tänker På Sånt
- 2006 – Det liknar semester
- 2005 – Flygbiljett
- 2004 – Men vi gillar Nog Varann
- 2003 – Solkräm
- 2002 – Ost

### Album
- 2011 -  Turister i kosmos
- 2008 – Live at Soundtrack Studios
- 2007 – En Ny Favorit
- 2003 – Terapi